# Labienus ptoxoides
Labienus ptoxoides is een keversoort uit de familie Passalidae. De wetenschappelijke naam van de soort is voor het eerst geldig gepubliceerd in 1918 door Gravely.